# مسجد لاله مصطفی پاشا

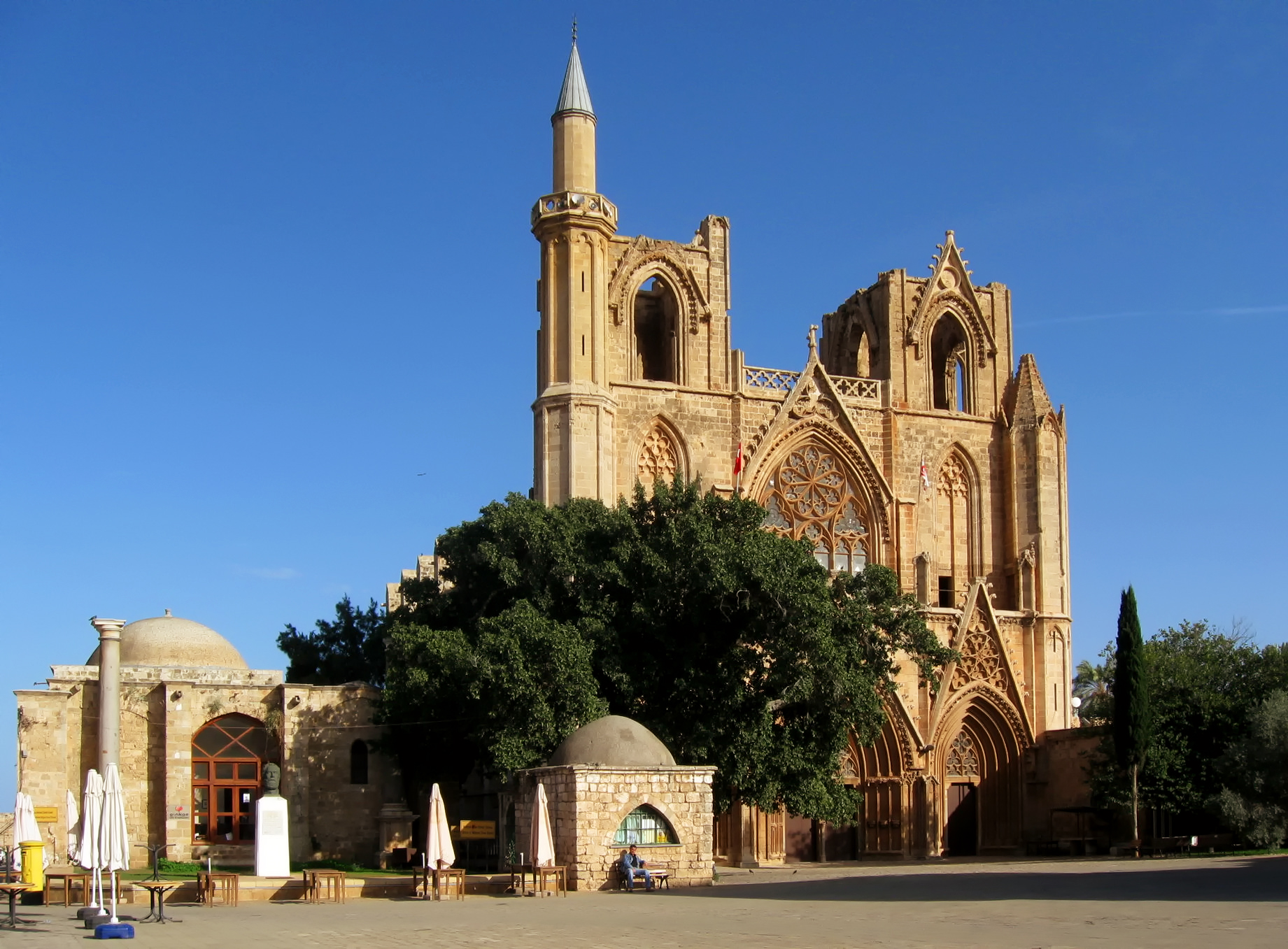
مسجد لالا مصطفی پاشا

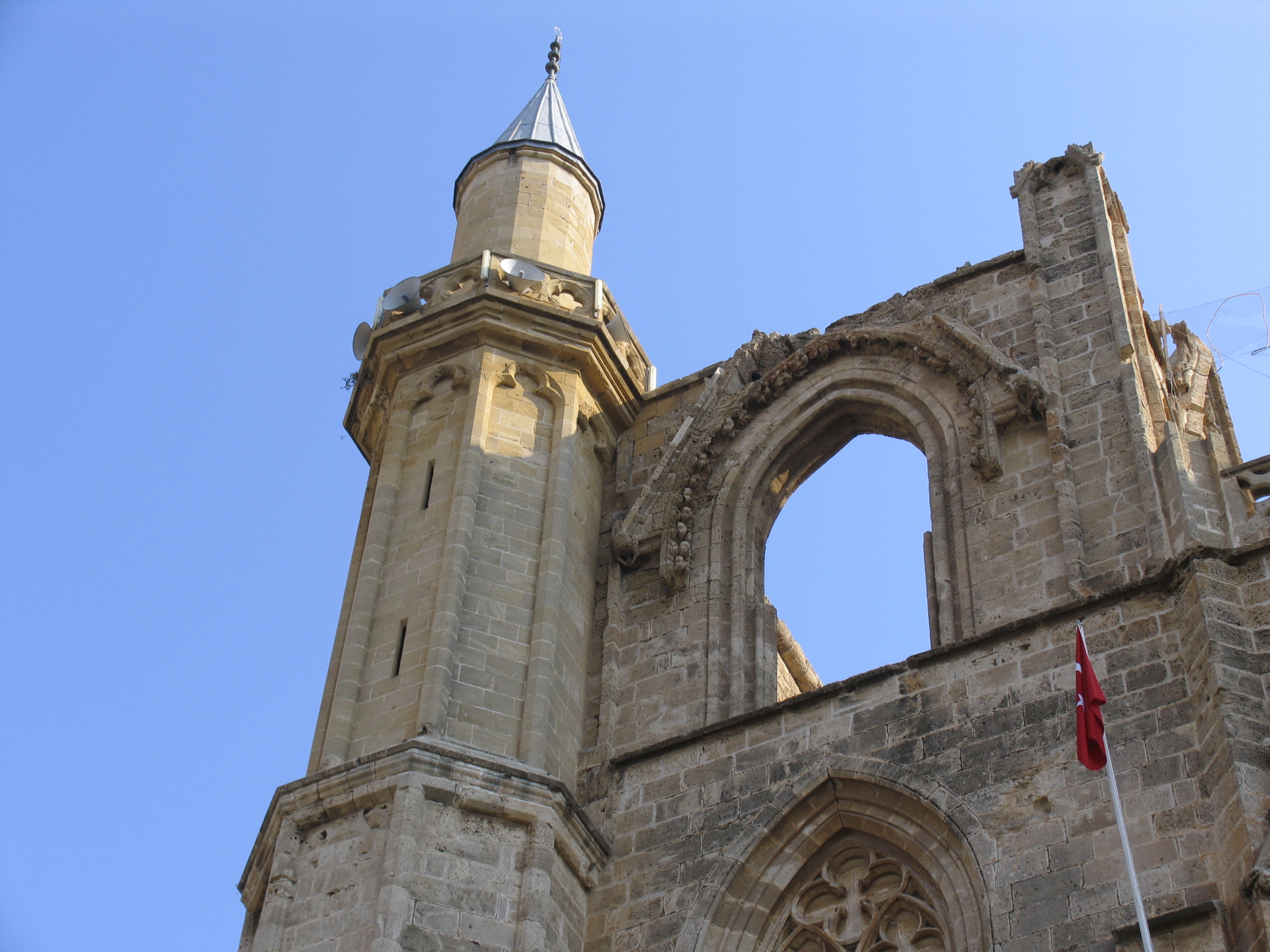
مناره‌ی مسجد

مسجد لاله مصطفی پاشا  (به ترکی استانبولی: Lala Mustafa Paşa Camii) مسجدی در محله قدیمی شهر فاماگوستا، معروف به سوریچی، که در بین سال‌های ۱۲۹۸ تا ۱۴۰۰ میلادی ساخته شد. در اوایل ساخت بنا که به عنوان کلیسای جامع کاتولیک سنت نیکولاس در سال ۱۳۲۸ میلادی وقف شده بود، شناخته می‌شد. اما در سال ۱۵۷۱ میلادی با تحت حاکمیت قرارگرفتن فاماگوستا توسط امپراطوری عثمانی به مسجد تبدیل شد.

## تاریخچه
اوایل
سلسله فرانسوی لوزینینان از سال 1192 تا 1489 به عنوان پادشاهان قبرس حکومت کردند و آخرین سلیقه فرانسوی در معماری، به ویژه تحولات معماری گوتیک را با خود به ارمغان آوردند.
کلیسای جامع سنت نیکولاس از سال 1298 تا 1312 ساخته شد و در سال 1328 تقدیس شد. کتیبه ای منحصر به فرد بر تکیه گاه کنار در جنوبی، پیشرفت ساخت و ساز را در سال 1311 نشان می دهد. «پس از یک اتفاق ناگوار که اسقف فعلی صندوق مرمت را اختلاس کرد»،  اسقف گای ایبلین 20000 بزانت را برای ساخت آن وصیت کرد. لوزینین ها به عنوان پادشاهان قبرس در کلیسای جامع سنت سوفیا ( مسجد سلیمیه فعلی) در نیکوزیا تاج گذاری می شدند و سپس به عنوان پادشاهان اورشلیم در کلیسای جامع سنت نیکلاس در فاماگوستا تاج گذاری می شدند.
این ساختمان به سبک گوتیک ریونانت ساخته شده است، که در خارج از فرانسه بسیار نادر است، اگرچه "از طریق ساختمان‌های راینلند با واسطه". پیوند تاریخی بین فرانسه و قبرس با تشابهات آن با کهن، الگوهای فرانسوی مانند: کلیسای جامع ریمز مشهود است. در واقع، این شباهت به قدری قوی است که به ساختمان "ریمز قبرس" لقب داده اند. این بنا با سه درب، برج‌های دوقلو بر فراز راهروها و سقفی مسطح، نمونه‌ای از معماری دوران صلیبی ساخته شده است.
مدتی پس از سال 1480، یک اتاق ملاقات، معروف به لٌژ بمبو، به گوشه جنوب غربی کلیسای جامع اضافه شد. این بنا که به دلیل شکل‌گیری دقیق ورودی آن با ستون‌های باریک مرمری قابل توجه است، سبک معماری دارد که به طور قابل‌توجهی از سبک کلیسای جامع فاصله دارد. ارتباط با خانواده بمبو، که برخی از آنها در قبرس موقعیت های برجسته ای داشتند، با دستگاه های هرالدیک آنها بر روی ساختمان نشان داده شده است. برای تقویت لژ، قطعات عتیقه متاخر از سنگ مرمر، که احتمالاً از سالامیس آورده شده است، به عنوان صندلی در هر طرف ورودی قرار داده شده است.

دوران عثمانی
قسمت های بالایی دو برج کلیسای جامع در اثر زلزله آسیب دیدند، در طی بمباران عثمانی در سال 1571 به شدت آسیب دیدند و هرگز تعمیر نشدند. با شکست ونیزی‌ها و سقوط فاماگوستا تا اوت 1571، قبرس تحت کنترل عثمانی‌ها درآمد و کلیسای جامع به مسجد تبدیل شد و به «مسجد سنت سوفیا ماگوسا» تغییر نام داد.
تقریباً تمام مجسمه‌ها، صلیبی‌ها، شیشه‌های رنگی، نقاشی‌های دیواری و نقاشی‌ها و همچنین بیشتر مقبره‌ها و محراب برداشته یا گچ بری شدند. با این حال، ساختار گوتیک حفظ شد و هنوز هم چند مقبره در راهروی شمالی قابل شناسایی است.
در سال 1954، به خاطر فرمانده فتح عثمانی در سال 1570 به مسجد لالا مصطفی پاشا تغییر نام داد - که به خاطر شکنجه وحشتناک مارکو آنتونیو براگادین، فرمانده ونیزی قلعه شهر بدنام بود. براگادین پس از یک محاصره وحشیانه 10 ماهه که در آن 6000 مدافع مسیحی ارتش بیش از 100000 ترک عثمانی را مهار کردند، شهر را تسلیم کرد.

## نگارخانه

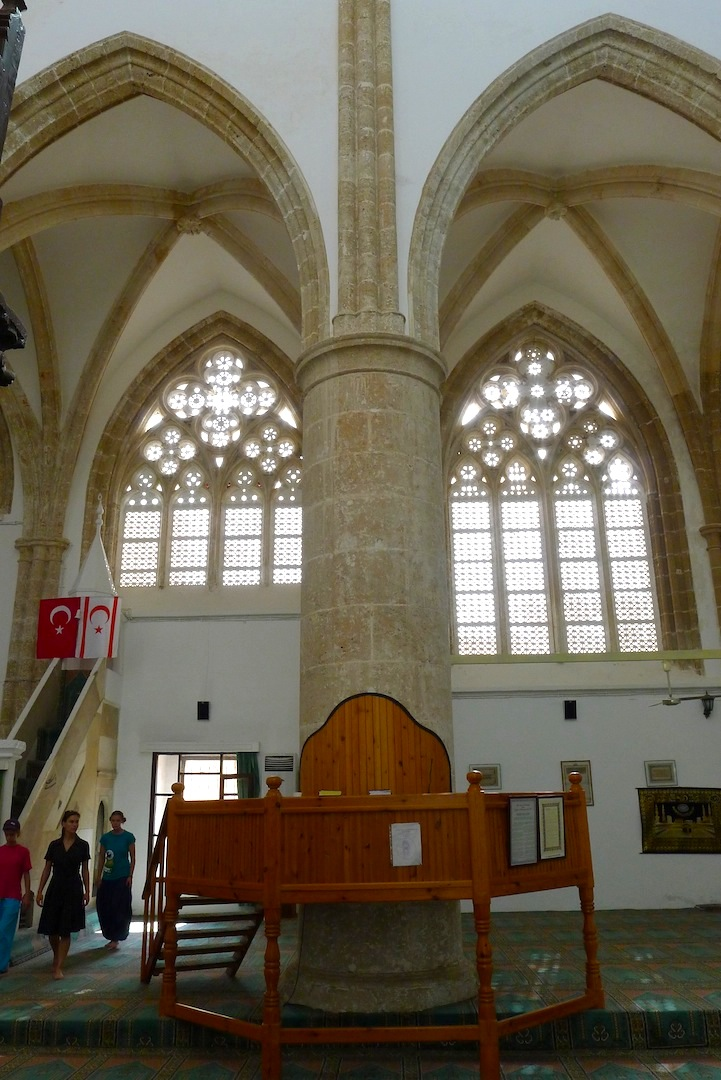
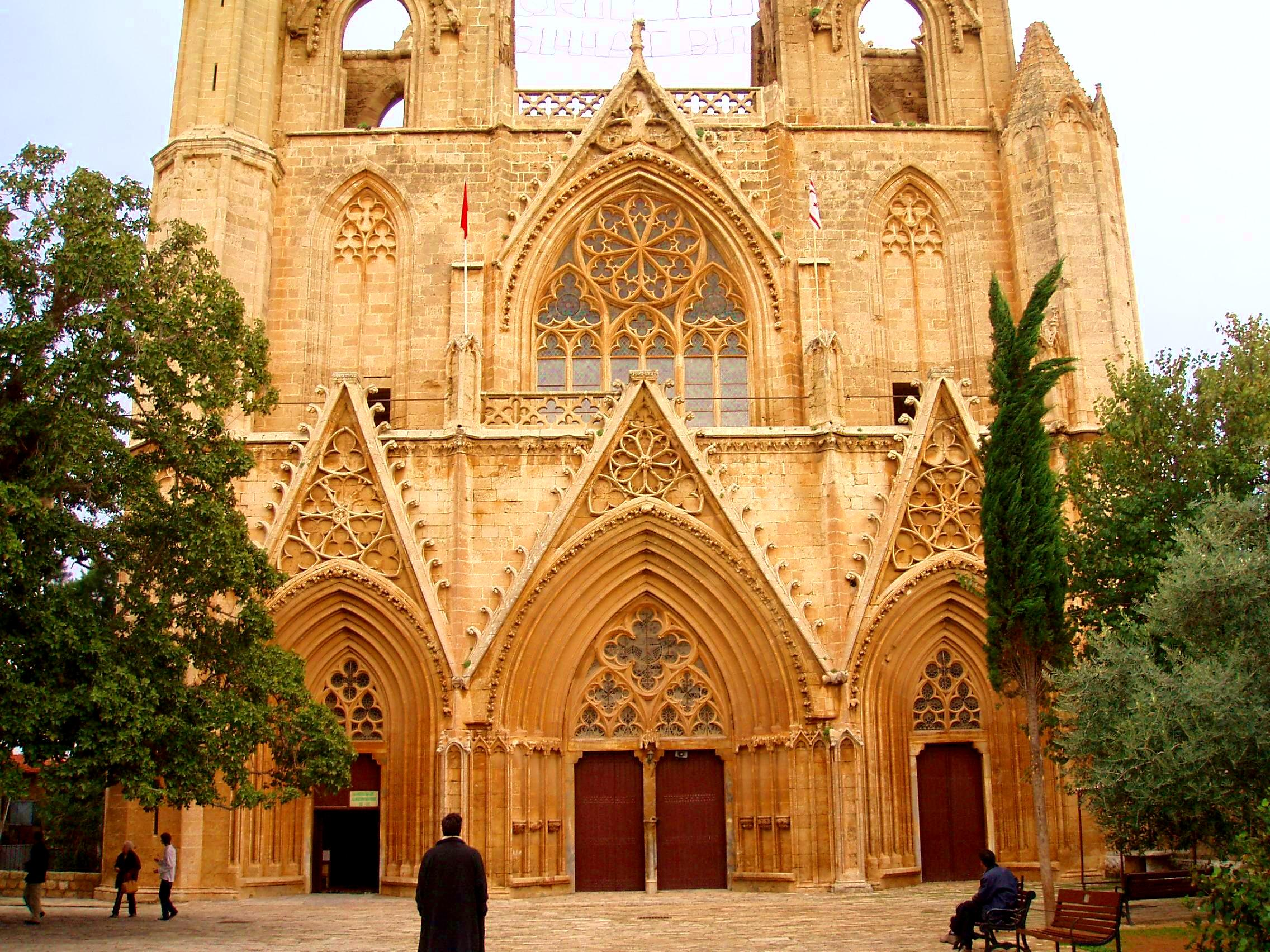
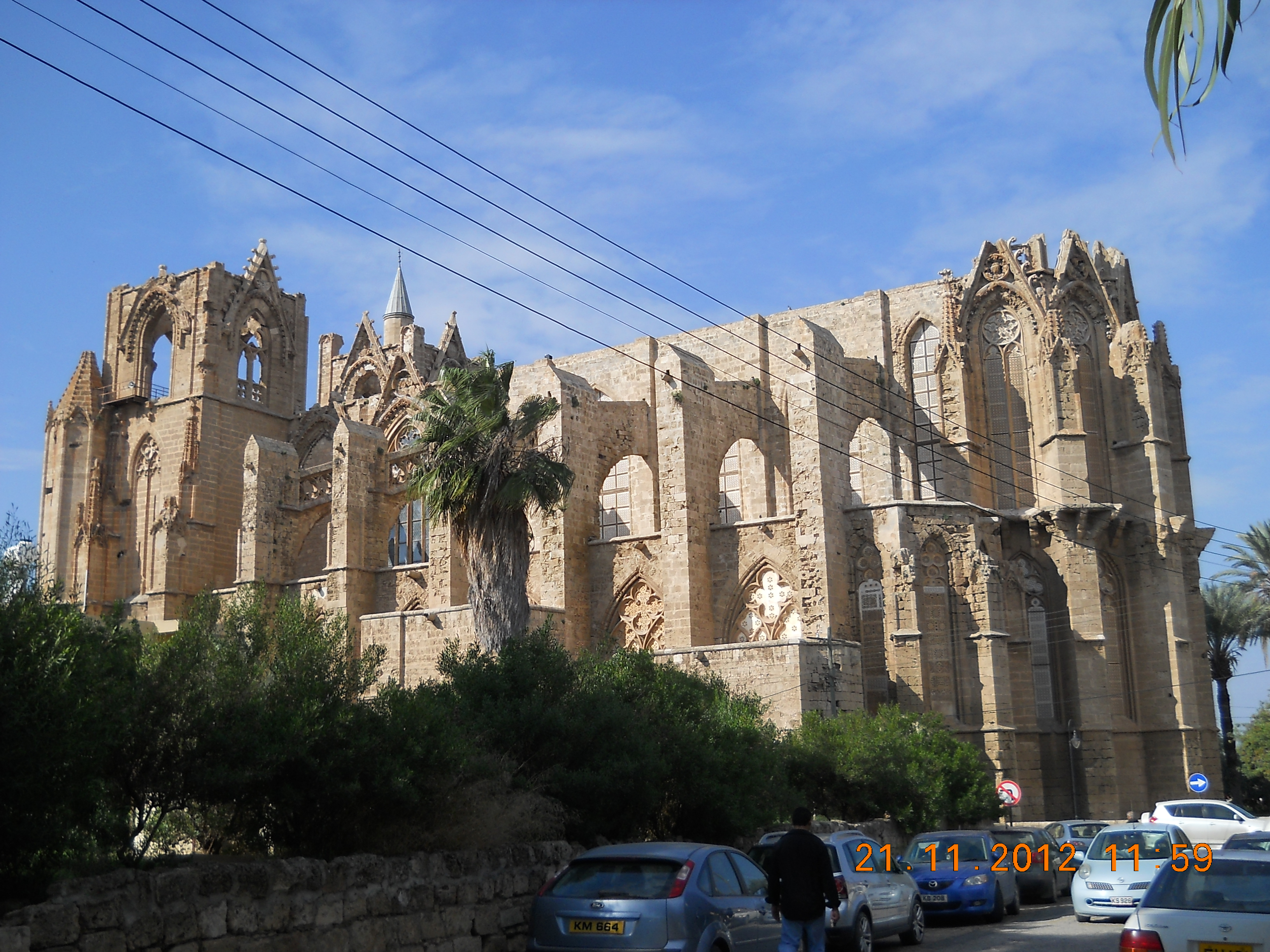
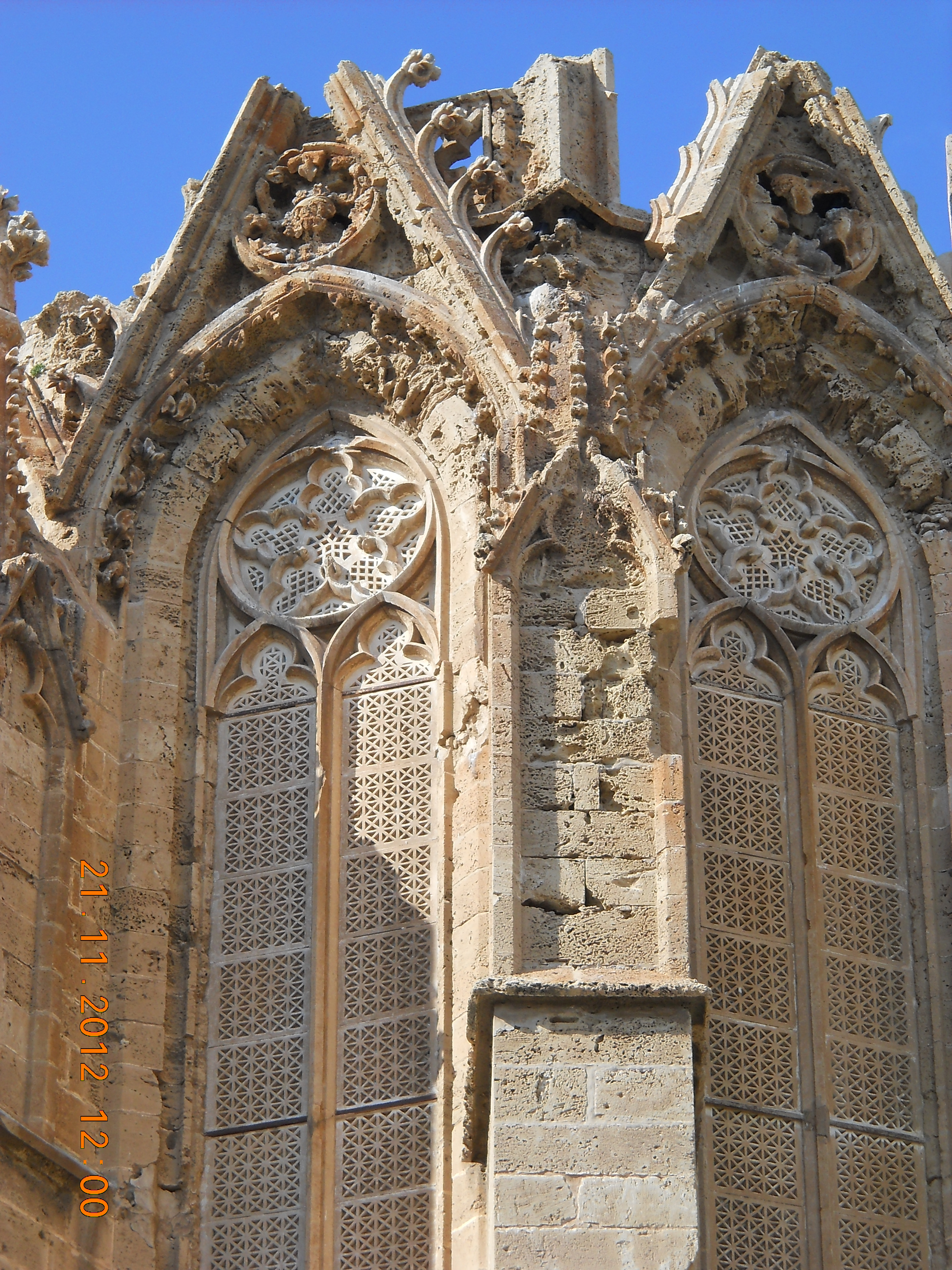
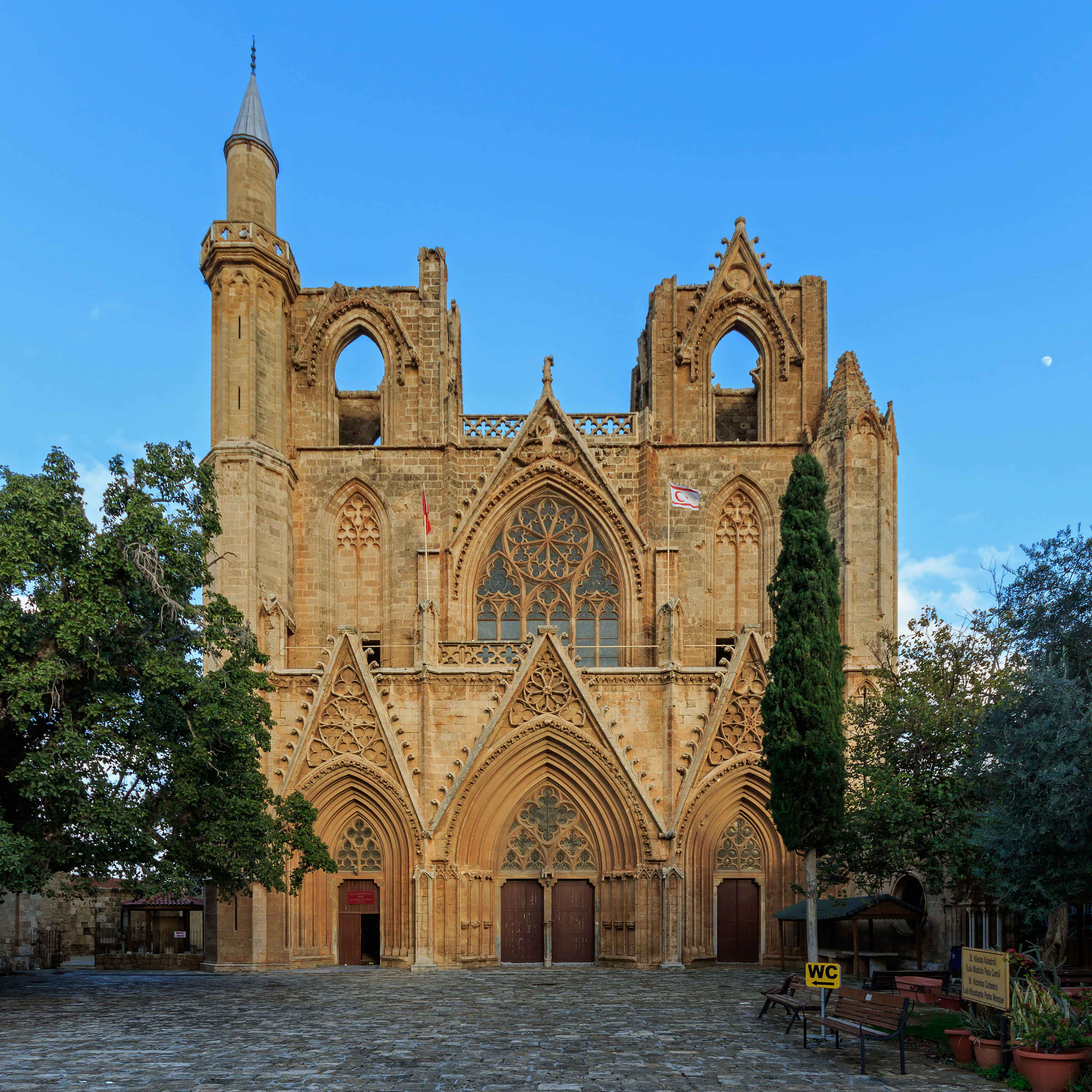
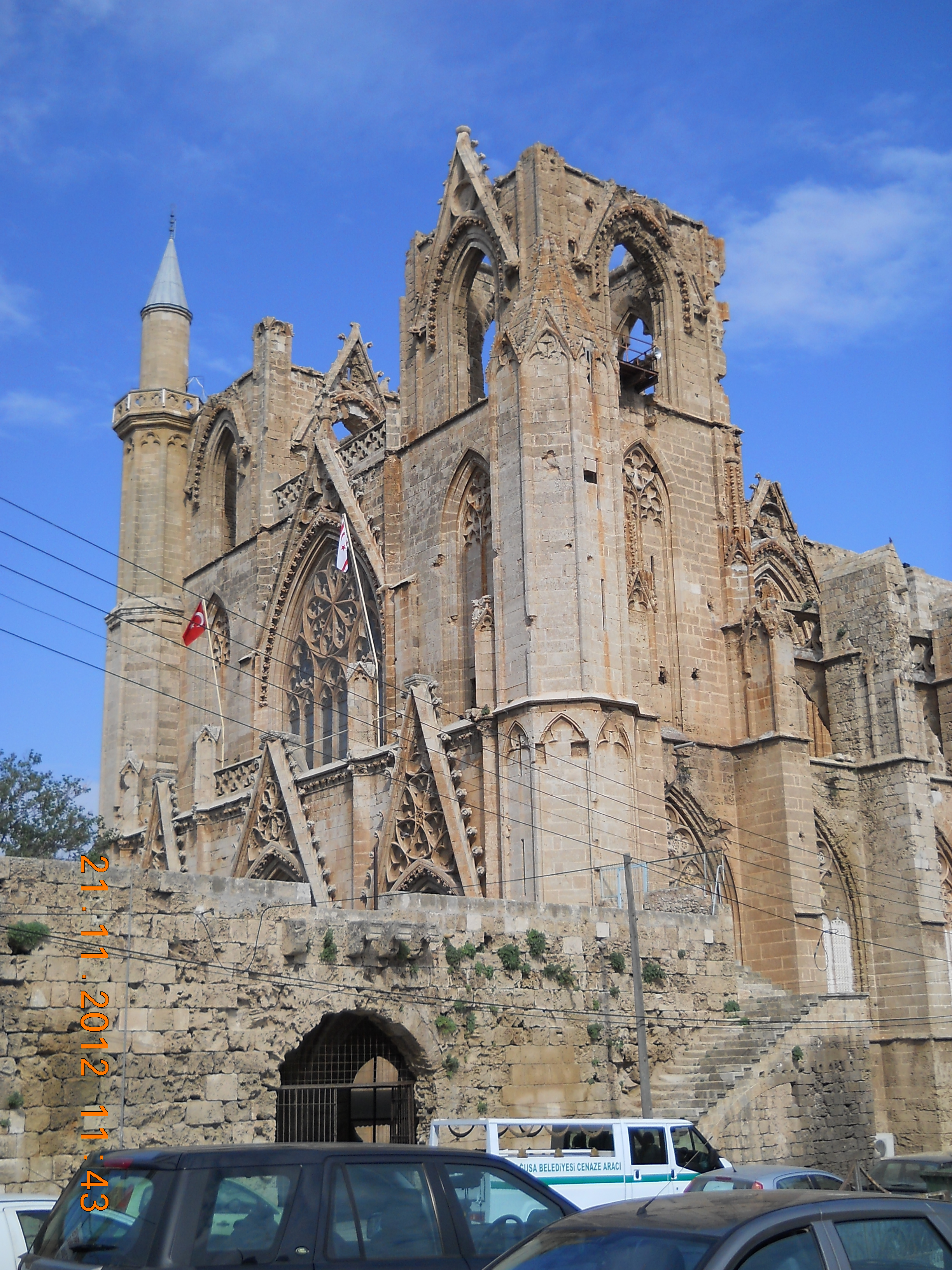
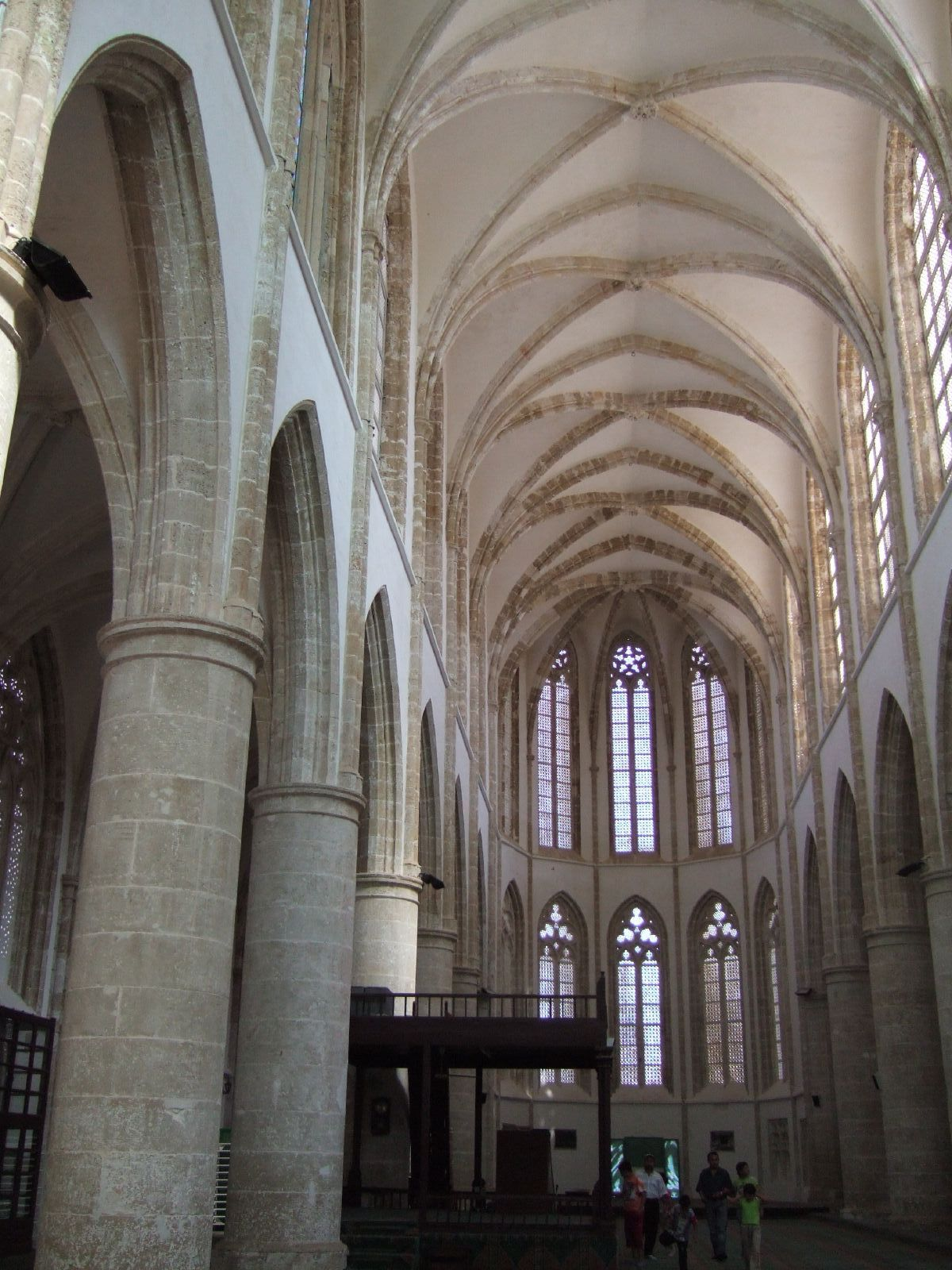
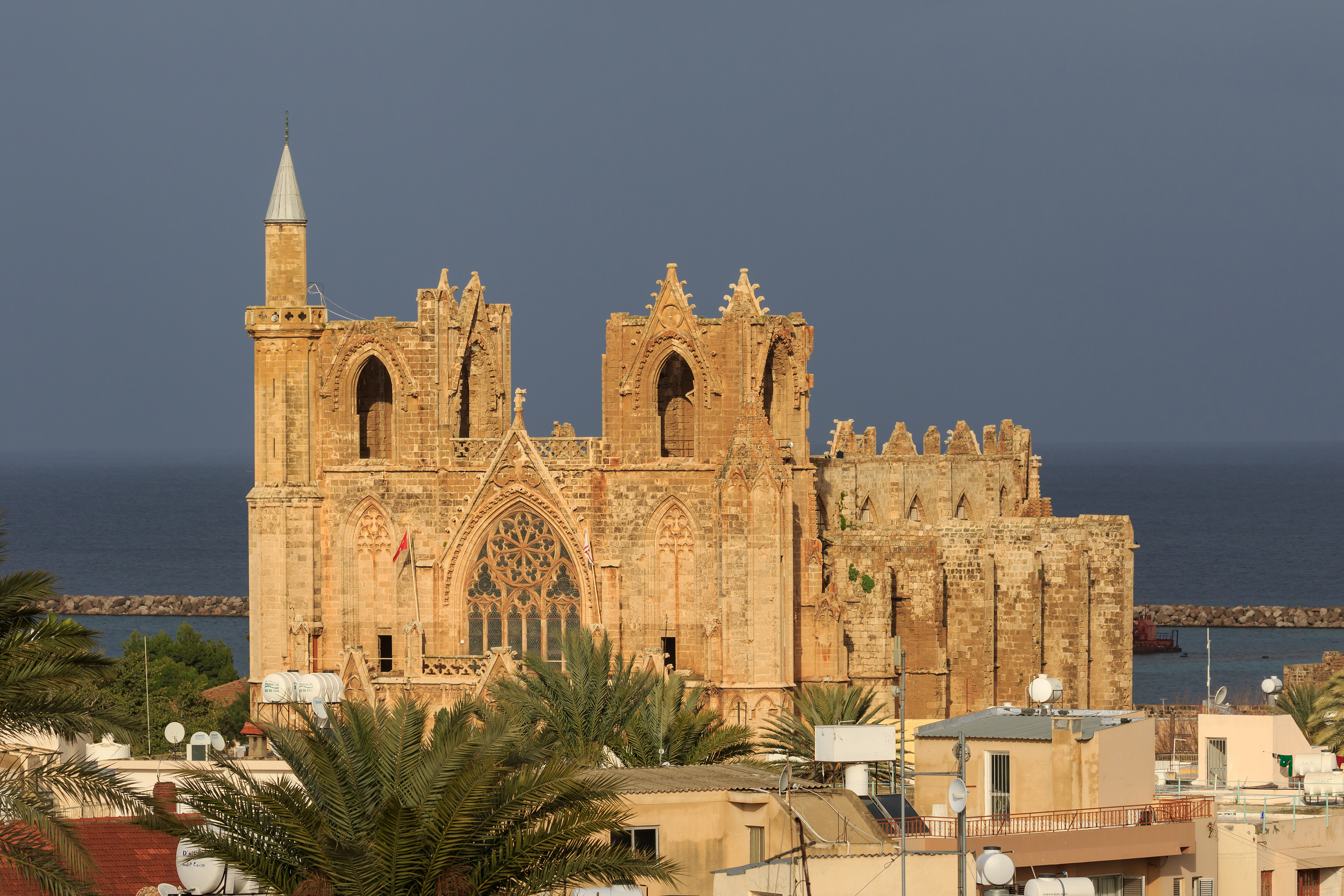